# Высокая Гора (село, Татарстан)
Высо́кая Гора́ (тат. Биек Тау) — село в Высокогорском районе Татарстана. Административный центр Высокогорского сельского поселения и крупнейший населённый пункт района.

## Описание
Село расположено непосредственно к югу от райцентра — посёлка железнодорожной станции Высокая Гора (от которого отделено полосой леса шириной полкилометра), в 18 км к северо-востоку от центра Казани и в 4,5 км от Казанской объездной дороги (М-7).

## История
Село было основано во 2-й половине XVI века на месте селения Байгыш периода Казанского ханства. В дореволюционное время было известно под названием Рождественское по расположенной в селе церкви.
Село сначала принадлежало царскому двору, а с 1630 года Казанскому Успенскому Зилантову монастырю, в 1764 году были переведены в разряд экономических, позднее — государственных крестьян.
С 1 февраля 1963 года до 12 января 1965 года в период упразднения Высокогорского района находилось в Пестречинском районе.

## Население
| 1646  | 1859  | 1879  | 1908  | 1920  | 1926  | 1938    |
| ----- | ----- | ----- | ----- | ----- | ----- | ------- |
| 142   | ↗979  | ↘950  | ↗1043 | ↘1032 | ↗1227 | ↘1219   |
| 1949  | 1959  | 1970  | 1989  | 2002  | 2010  | 2021    |
| ↘1025 | ↗2248 | ↘1728 | ↗6446 | ↗7998 | ↗9589 | ↗17 736 |

## Инфраструктура
Здесь расположены 5 школ, 6 детских садиков, клуб, спорткомплекс, ледовый дворец, церковь, 3 мечети, 5 ресторанов. В центре села создана аллея героям ВОВ.
Через село проходит автомобильная дорога Казань — Малмыж. До Высокой Горы курсирует автобус № 91 из Казани. Через село до Казани ходят автобусы из посёлка Бирюли и села Усады. Рядом с железнодорожной станцией расположен стадион, где раньше проходили футбольные матчи и празднование Сабантуя.